# 2 decembrie
ianuarie • februarie • martie  • aprilie  • mai  • iunie  • iulie  • august  • septembrie  • octombrie  • noiembrie  • decembrie
2 decembrie este a 336-a zi a calendarului gregorian și a 337-a zi în anii bisecți. Mai sunt 29 de zile până la sfârșitul anului.

## Evenimente

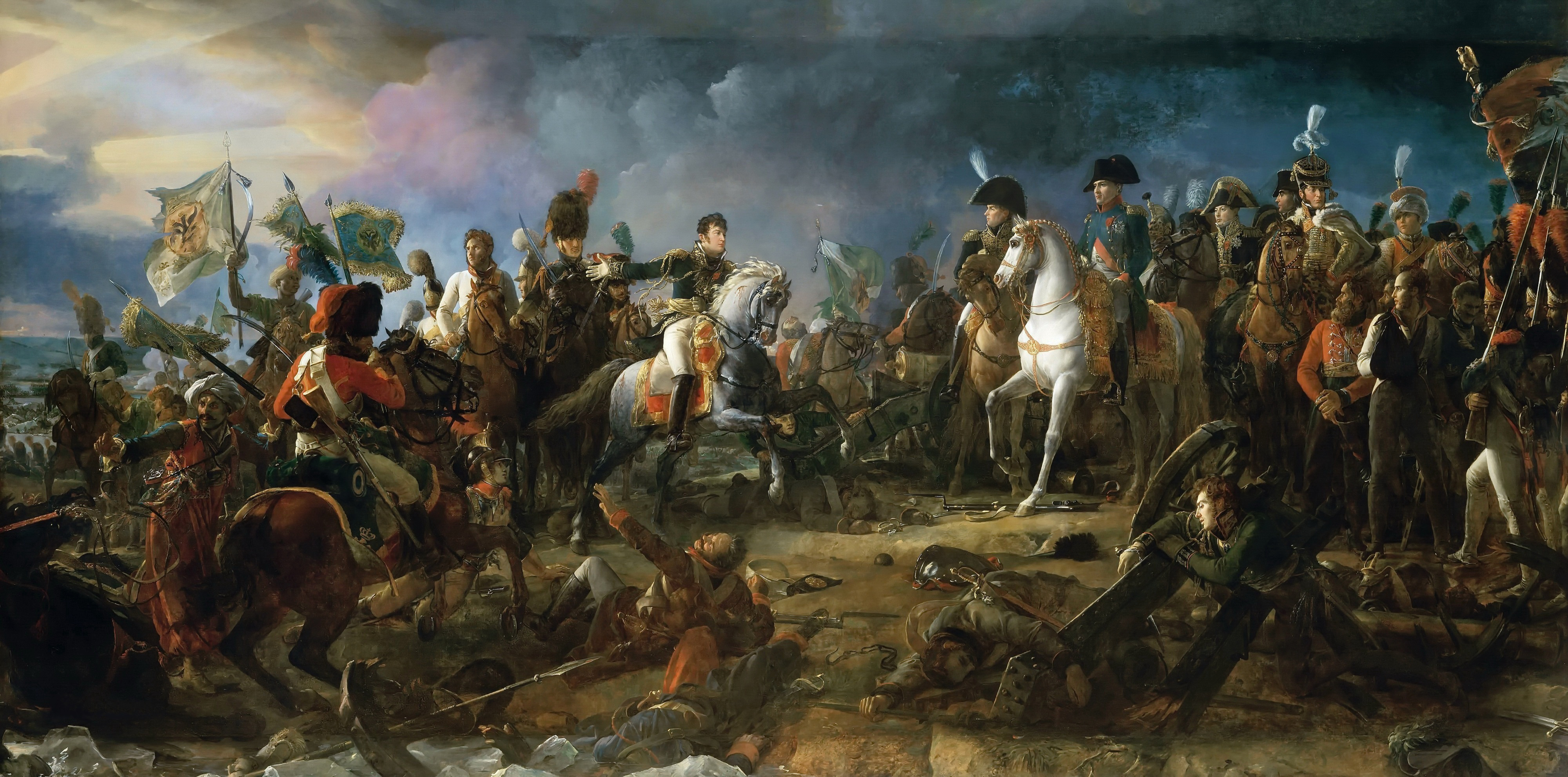
1805: Bătălia de la Austerlitz - Armata lui Napoleon, în inferioritate numerică, a învins o armată ruso-austriacă comandată de țarul Alexandru I.

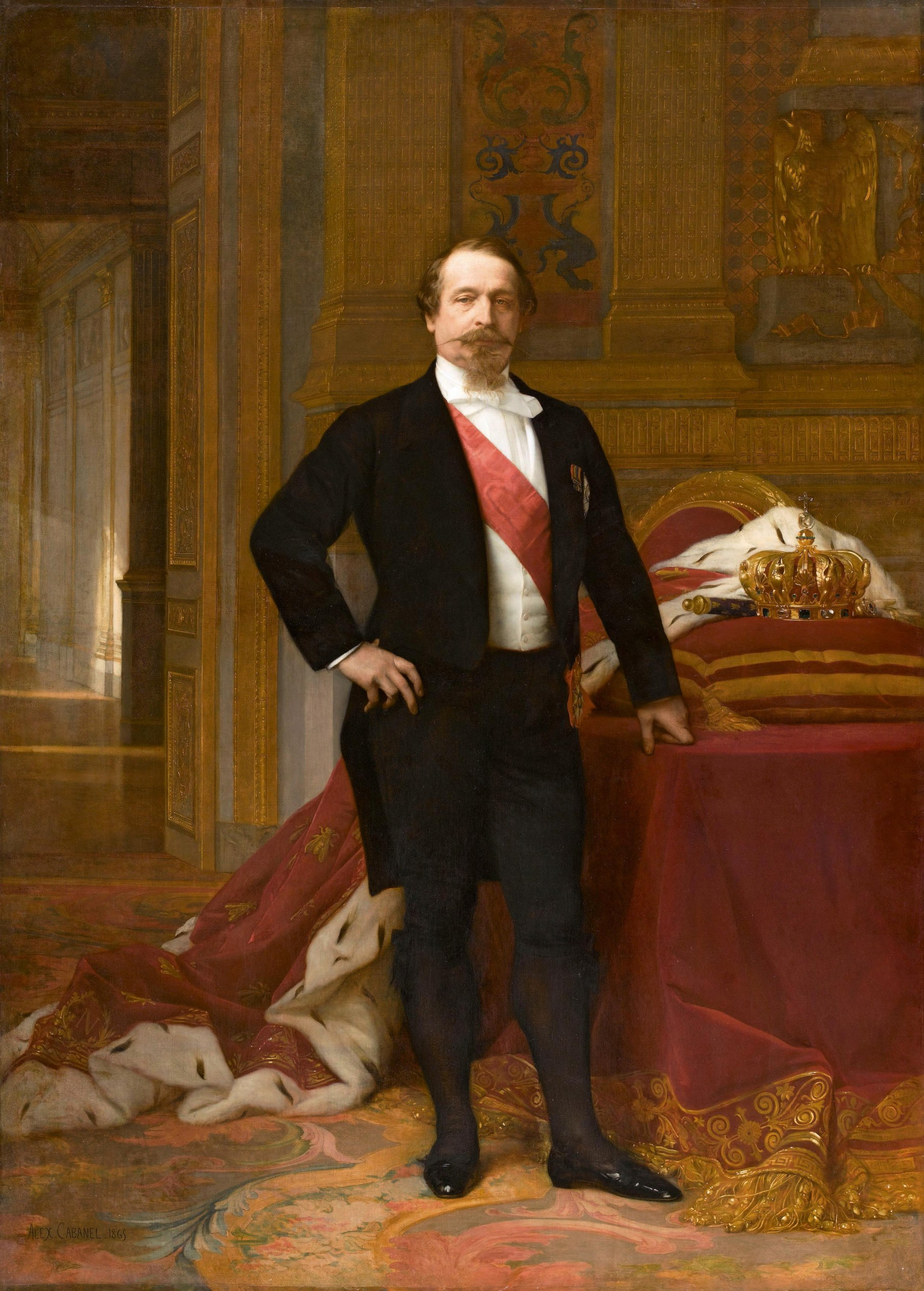
1852: Napoleon al III-lea devine Împărat al Franței.

- 1409: Este fondată Universitatea din Leipzig.
- 1492: Descoperirea Insulelor Haiti de către Cristofor Columb.
- 1697: A fost deschisă catedrala londoneză "Sf. Paul".
- 1804: Napoleon Bonaparte a fost încoronat Împărat al Francezilor în Catedrala Notre-Dame din Paris  (1804-1814) de către papa Pius al VII-lea.
- 1805: Bătălia de la Austerlitz: Armata lui Napoleon, în inferioritate numerică, a învins o armată ruso-austriacă comandată de țarul Alexandru I, într-o bătălie desfășurată în estul Cehiei de astăzi, lângă actualul oraș Brno.
- 1823: "Doctrina Monroe". Președintele SUA, James Monroe, prezintă în fața Congresului această linie politică, potrivit căreia, SUA nu au nici o pretenție de amestec în afacerile interne ale statelor europene, opunându–se în același timp extinderii sistemelor politice ale acestor state asupra continentului american.
- 1845: A luat ființă, la Paris, "Societatea studenților români", în frunte cu Ion Ghica, C. A. Rosetti și Scarlat Vârnav.
- 1848: Încoronarea lui Franz Joseph I de Habsurg, împărat al Austriei (1848-1916) și rege al Ungariei din 1867.
- 1849: Este constituită, la Paris, "Asociația română pentru emigrație", condusă de Ion Ghica și Nicolae Bălcescu.
- 1852: Napoleon al III-lea devine Împărat al Franței.
- 1861: Era emis firmanul prin care se recunoștea dubla alegere a lui Alexandru Ioan Cuza
- 1901: A apărut, la București, revista literară săptămânală "Sămănătorul" sub conducerea lui George Coșbuc și Al. Vlahuță.
- 1901: King Camp Gillette a inventat primul aparat de ras de siguranță cu lama care îi poartă numele.
- 1908: Împăratul copil Pu Yi accede la tronul Chinei la vârsta de doi ani.
- 1915: Albert Einstein publică teoria relativității generalizată.
- 1938: Ridicarea legației române de la Vatican la nivel de ambasadă (relațiile vor fi întrerupte în 1950)
- 1942: La Universitatea din Chicago (SUA), a fost efectuată prima explozie nucleară în lanț controlată.
- 1944: Ca protest față de încercările de acaparare a puterii de către comuniști, miniștrii PNȚ și PNL din guvernul Sănătescu își prezintă demisia. Este numit un nou guvern condus de generalul Nicolae Rădescu.
- 1971: Emiratele Abu Dhabi, Ajmān, Dubai, Fujairah, Sharjah și Umm al-Qaiwain s-au unit, dând naștere Emiratelor Arabe Unite.
- 1988: Cargoul „Sadu” s-a scufundat aproape de capul digului de Nord al Portului Constanța. Naufragiul s-a soldat cu moartea a 22 marinari din cei 28 membri ai echipajului.
- 1989 : Încheierea „războiului rece”. Întâlnirea la nivel înalt de la Malta dintre George Bush, președintele SUA, și Mihail Gorbaciov, președinte URSS, consacrată “noii ordini mondiale”; cei doi lideri declară că „războiul rece” s–a încheiat (2-4).
- 2003: La Muzeul Țăranului Român s-a deschis expoziția permanentă "Casă în casă", în cadrul căreia este prezentată locuința lui Antonie Mogoș din Ceauru, jud. Gorj
- 2005: Se lansează consola Xbox 360 și în Europa.
- 2015: 14 persoane au fost omorâte într-un atac terorist la San Bernardino, California, Statele Unite. Este cel mai grav atentat de pe teritoriul SUA după cel din 11 septembrie 2001.

## Nașteri
- 1816: Amedeo Preziosi, pictor maltez (d. 1882)
- 1817: Georg Daniel Teutsch episcop evanghelic sas din Transilvania (d. 1893)
- 1825: Pedro al II-lea al Braziliei (d. 1891)
- 1827: William Burges, designer și arhitect britanic (d. 1881)
- 1831: Paul Du Bois-Reymond, matematician german (d. 1889)
- 1832: Dimitrie Lecca, politician, ministru și general român (d. 1888)
- 1845: Évariste Carpentier, pictor belgian (d. 1922)
- 1859: Georges Seurat, pictor francez (d. 1891)
- 1866: Jean Francis Auburtin, pictor francez (d. 1930)
- 1884: Jean Paulhan, scriitor, critic literar și publicist francez (d. 1968)
- 1891: Otto Dix, pictor, desenator și gravor german (d. 1969)
- 1898: Franz Platko, fotbalist maghiar (d. 1983)
- 1902: Elena Ilinoiu Codreanu, soția lui Corneliu Zelea Codreanu (d. 1994)

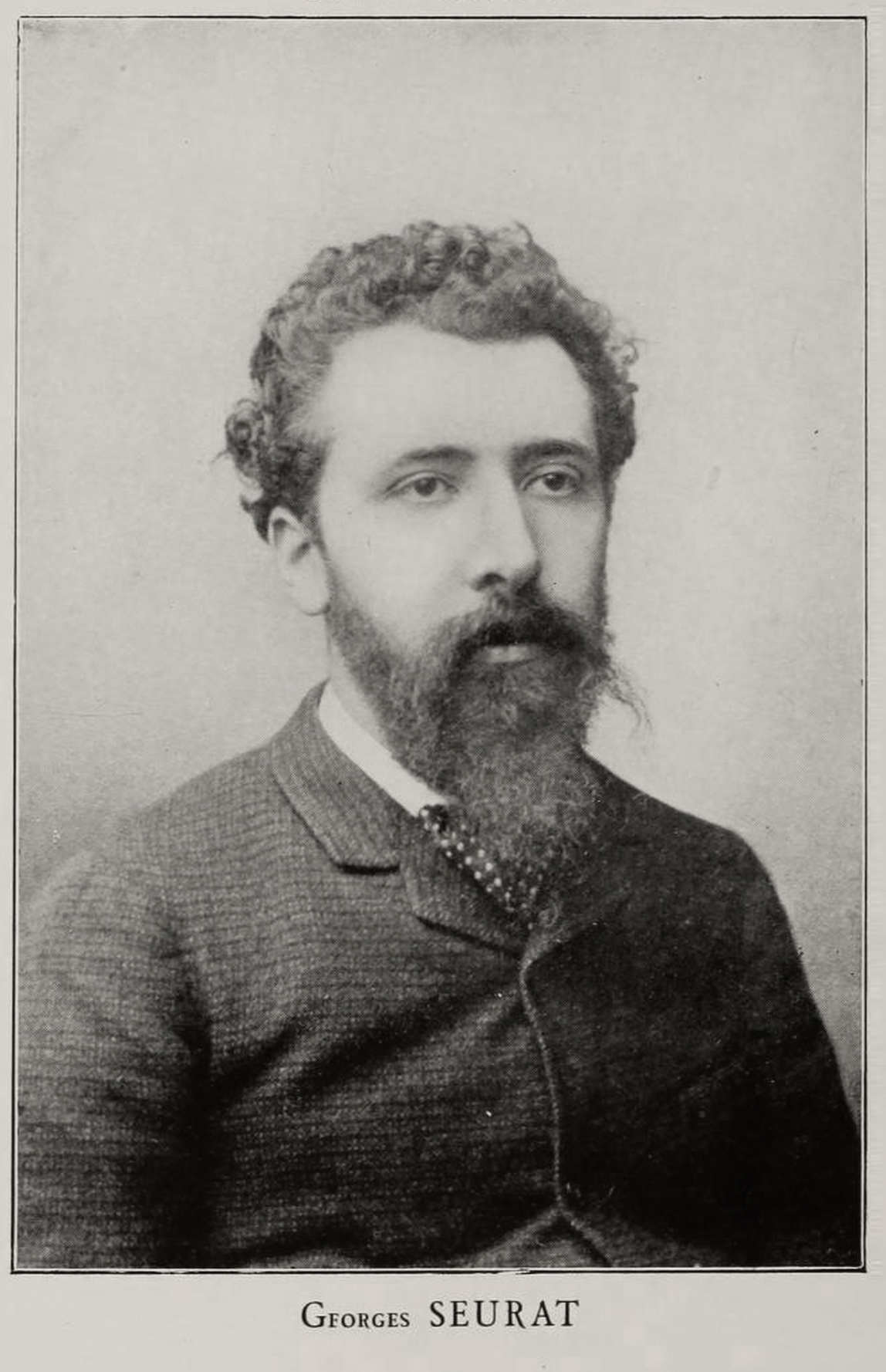
Georges Seurat, pictor francez
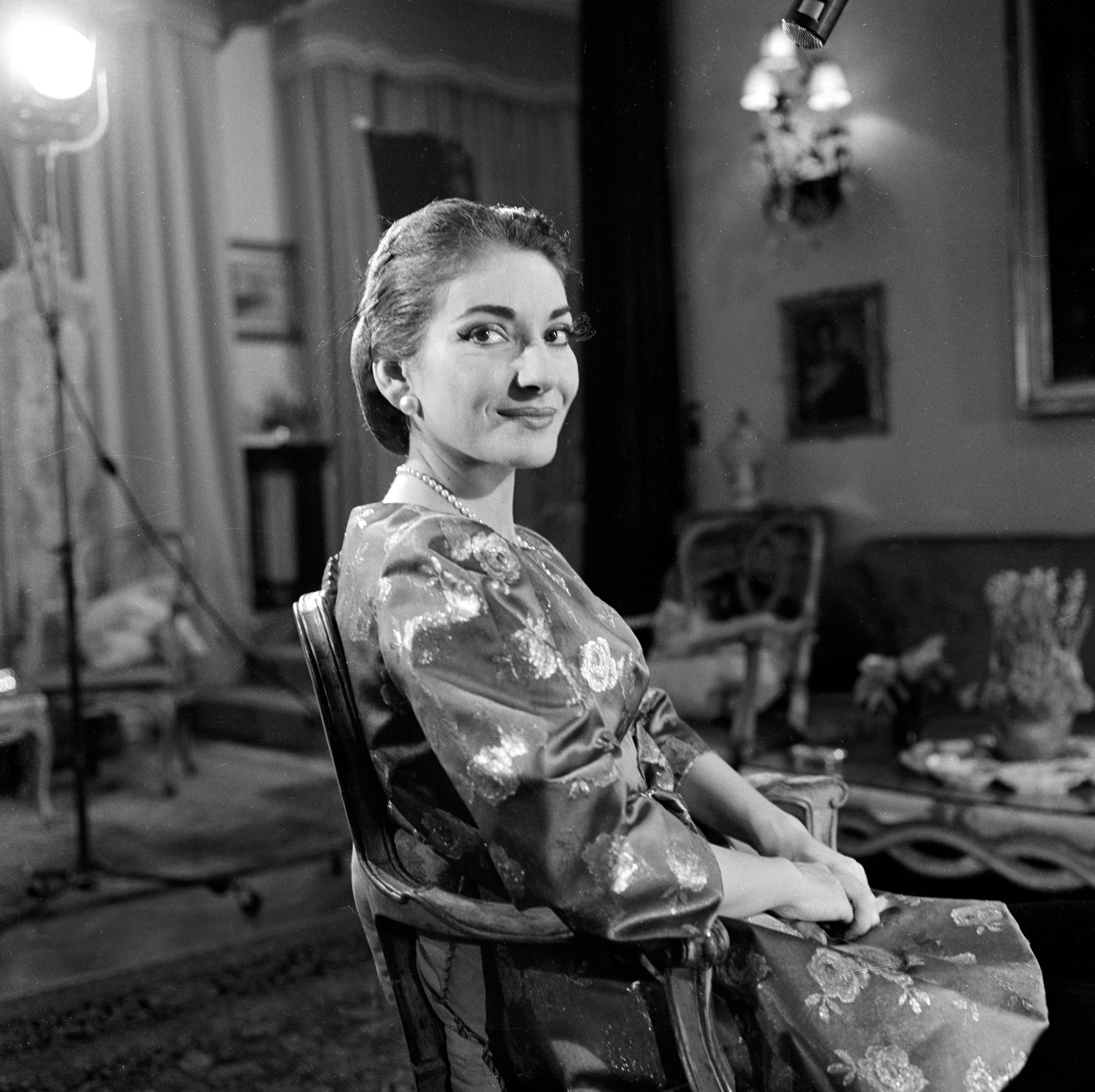
Maria Callas, soprană greacă
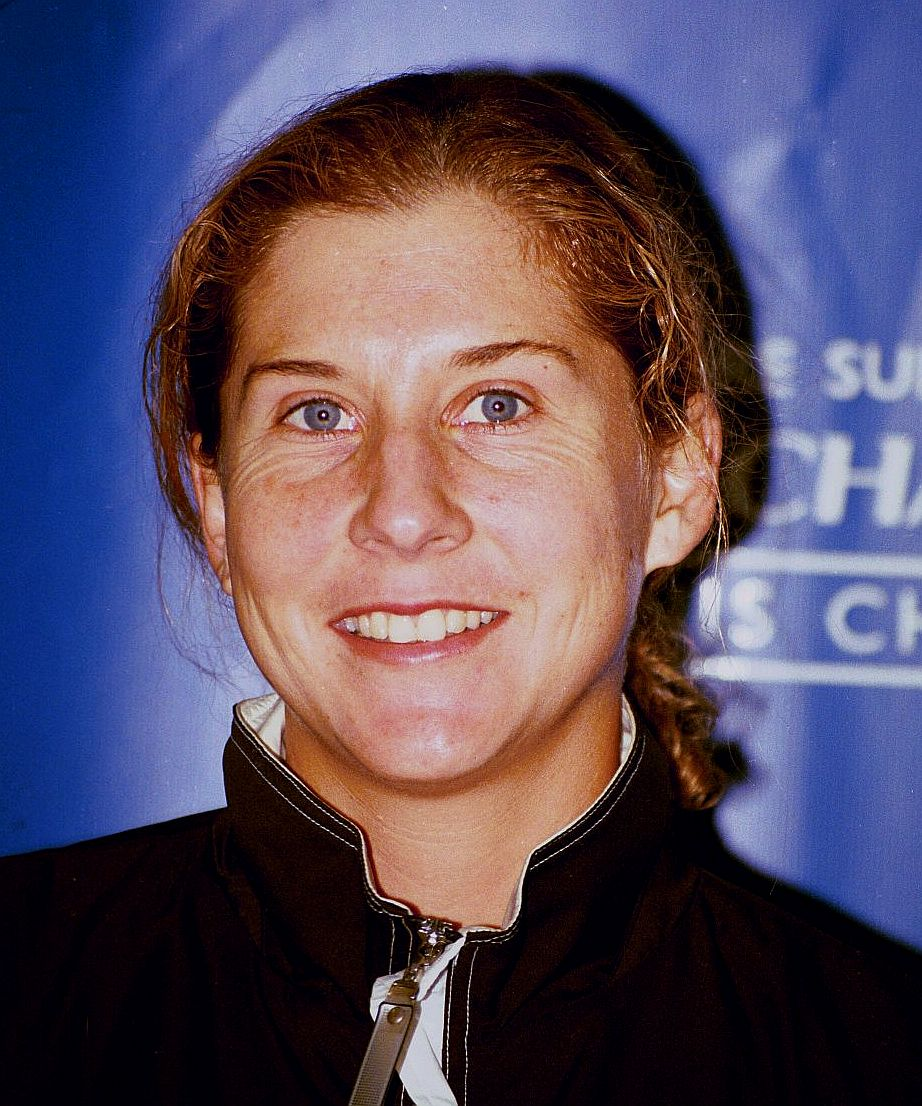
Monica Seleș, jucătoare de tenis iugoslav-americană

- 1912: Gheorghe Chivu, poet și pictor român (d. 1986)
- 1923: Maria Callas (Maria Calogeropoulos), soprană greacă (d. 1977)
- 1924: Alexander Haig, secretar de stat american în perioada 1981-1982 (d. 2010)
- 1934: Tarcisio Bertone, cardinal secretar de stat al Vaticanului
- 1935: Nicolae Labiș, poet român (d. 1956)
- 1936: Mitică Popescu, actor român (d. 2022)
- 1938: Emilia Jivanov, artist plastic si scenograf român
- 1939: Dumitru Drăgan, actor român (d. 2018)
- 1940: Cornel Fugaru, compozitor și cântăreț roman, de muzică ușoară (d. 2011)
- 1942: Dumitru Avakian, critic muzical și profesor armean din România
- 1945: Lualhati Bautista, scriitoare filipineză (d. 2023)
- 1946: Andrej Hoteev, pianist rus (d. 2021)
- 1946: Gianni Versace, creator de modă italian (d. 1997)
- 1951: Alexandru Cistelecan, critic literar, redactor–șef adjunct al revistei „Vatra” (Tg. Mureș)
- 1951: Dumitru Hărădău, tenisman și antrenor român
- 1951: Zinaida Julea, interpretă de muzică populară din Republica Moldova
- 1954: Dan Butler, actor american
- 1955: Neagu Mihai, politician român
- 1957: Edi Petroșel, artist roman (muzician), membru al formației “Holograf”
- 1960: Gjorge Ivanov, politician din Macedonia de Nord, președinte al acestei țări (2009-prezent)
- 1962: Tiberiu Almosnino, prim–balerin la Opera Națională din București („Lacul lebedelor”)
- 1962: Vladimir Arnautović, jucător și antrenor sârb de baschet (d. 2015)
- 1964: Leo Iorga, muzician și cântăreț român (d. 2019)
- 1965: Ioan Drăgan, fotbalist român (d. 2012)
- 1968: Lucy Liu, actriță americană

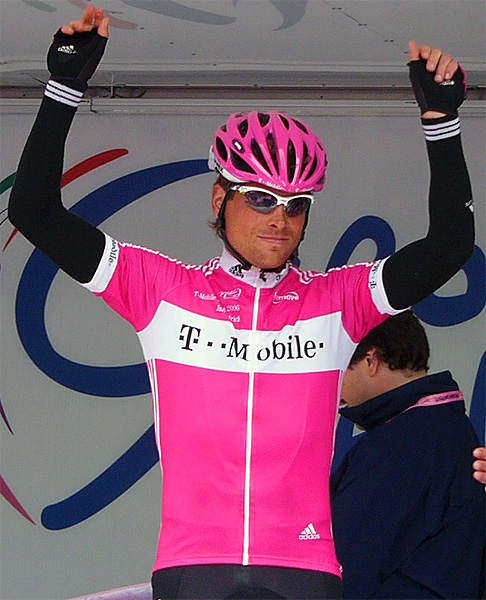
Jan Ullrich, ciclist german
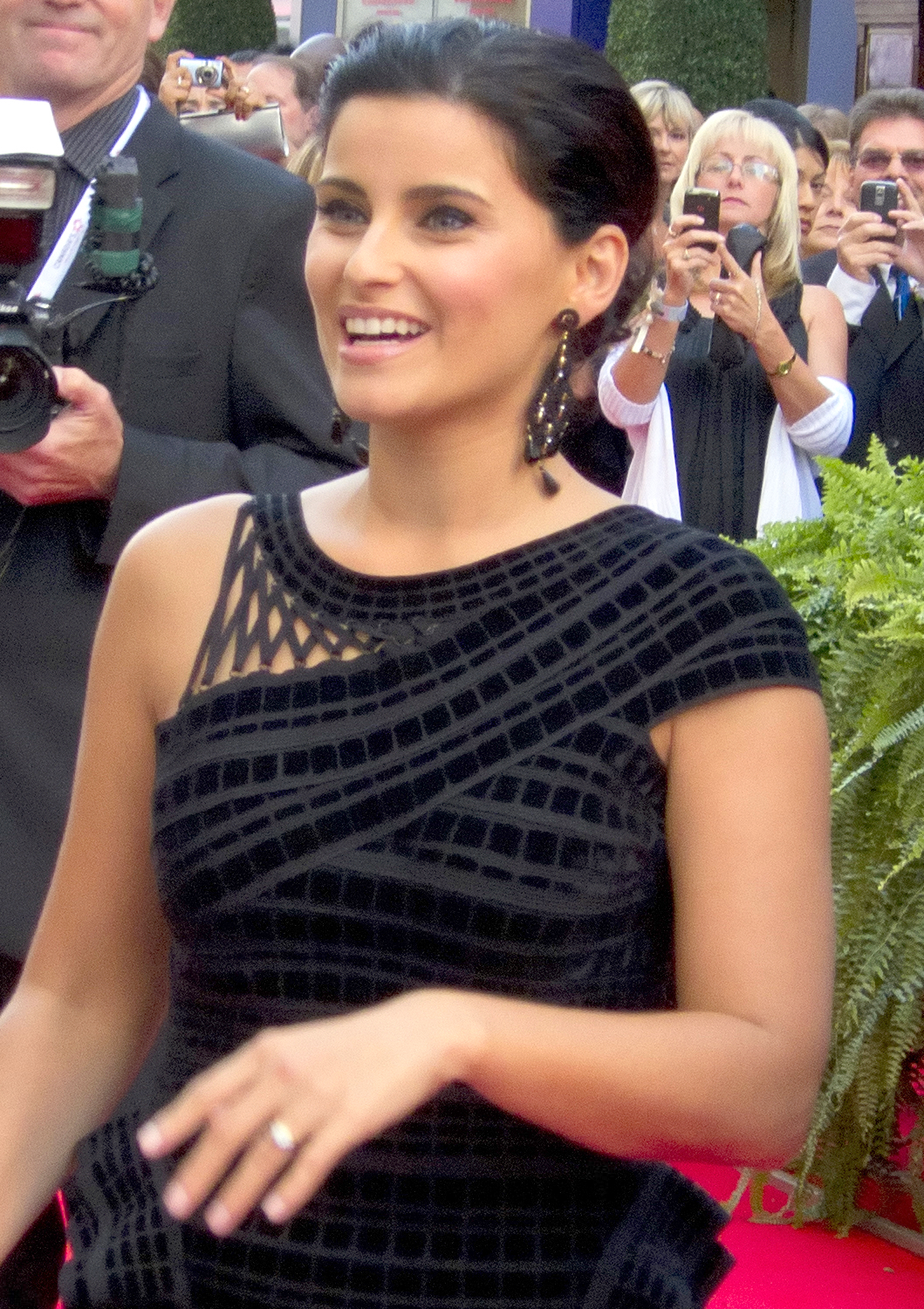
Nelly Furtado, cântăreață canadiană
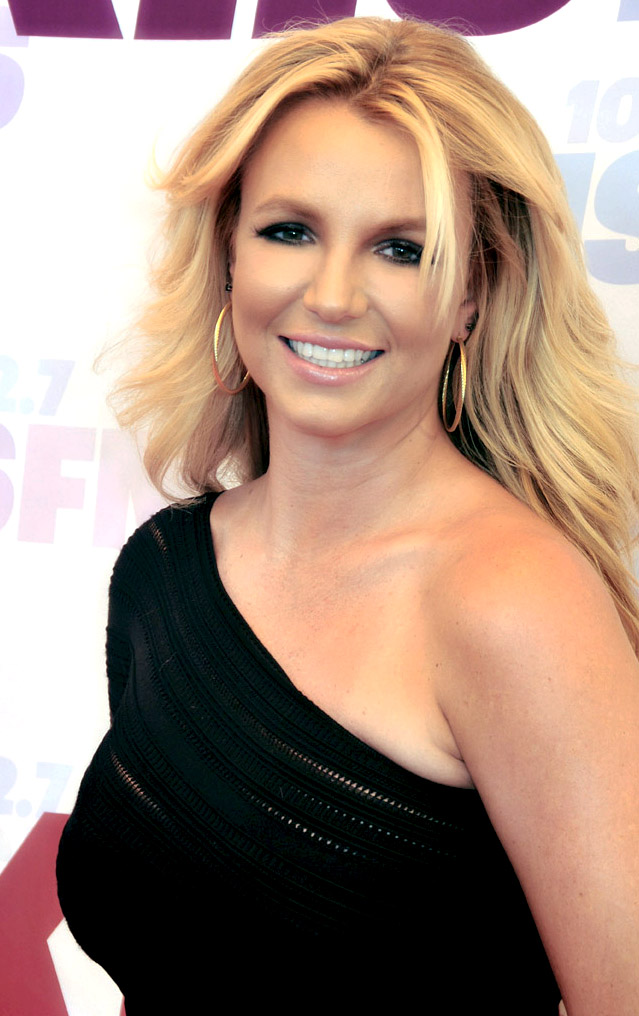
Britney Spears, cântăreață americană

- 1968: Ion Cristinel Marian, politician român
- 1971: Julio César Baldivieso, fotbalist bolivian
- 1971: Ģirts Ēcis, actor și regizor leton
- 1971: Francesco Toldo, jucător italian de fotbal
- 1973: Monica Seleș, jucătoare de tenis iugoslav-americană
- 1973: Jan Ullrich, ciclist german
- 1977: Teodora Albon, arbitru de fotbal român
- 1978: Nelly Furtado, compozitoare, cântăreață, actriță și producătoare canadiană
- 1981: Danijel Pranjić, fotbalist croat
- 1981: Britney Spears, cântăreață americană
- 1982: Horacio Pancheri, actor argentinian
- 1987: Teairra Marí, cantautoare, actriță, model și dansatoare americană  1990: Tzancă Uraganu (n. Andrei Velcu) cântăreț român
- 1991: Charlie Puth, cântăreț, muzician și compozitor american
- 1992: Andreea Ianăși, handbalistă română
- 1993: Koen Bouwman, ciclist neerlandez
- 1998: Juice Wrld, rapper american (d. 2019)

## Decese
- 1528: Maddalena de' Medici, fiica lui Lorenzo de' Medici (n. 1473)
- 1547: Hernán Cortés, conchistador spaniol, cuceritorul Mexicului (n. 1485)
- 1723: Filip al II-lea, Duce de Orléans, regent al Franței (n. 1674)
- 1814: Marchizul de Sade, scriitor francez (n. 1740)
- 1815: Jan Potocki, scriitor polonez (n. 1761)

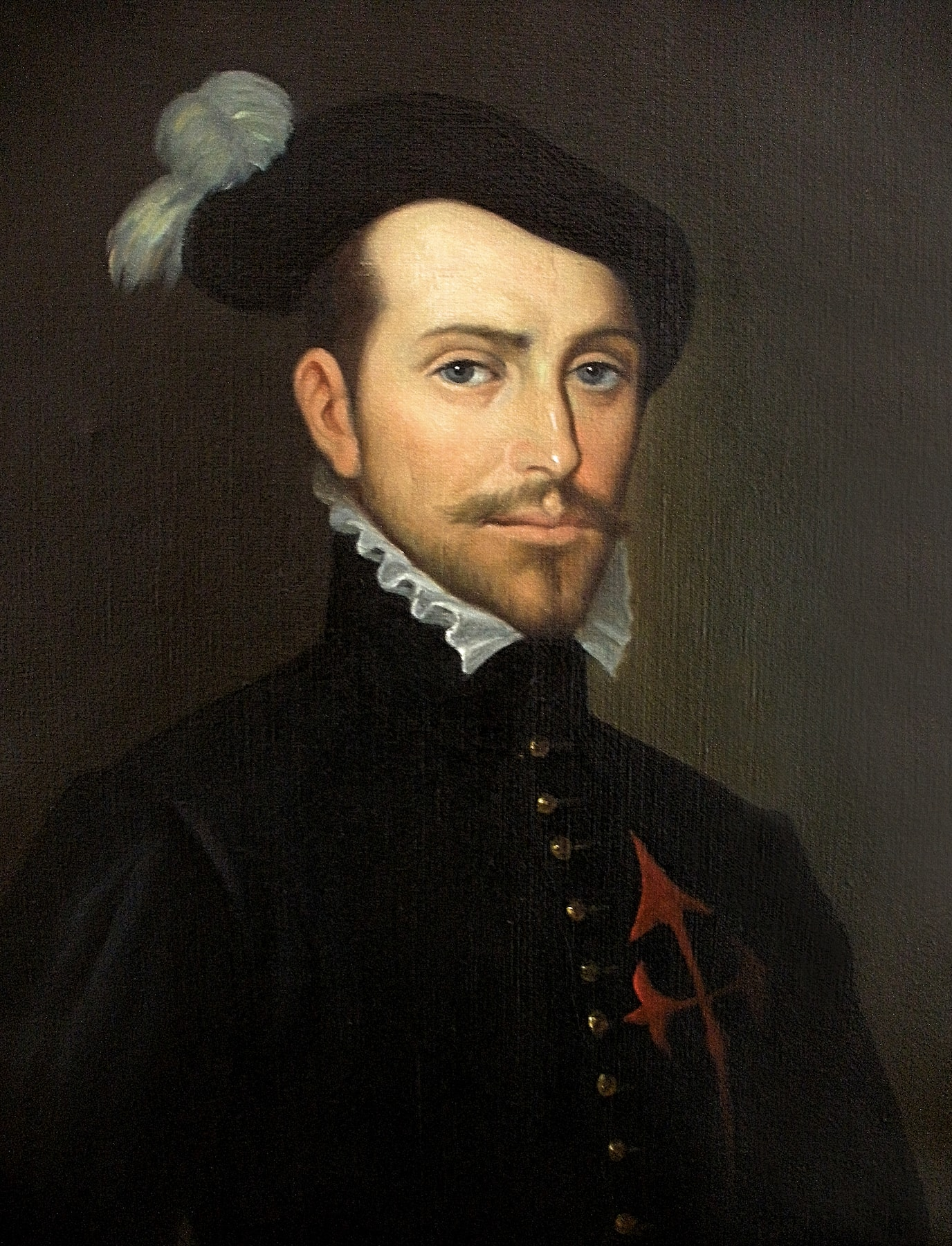
Hernán Cortés, conchistador spaniol
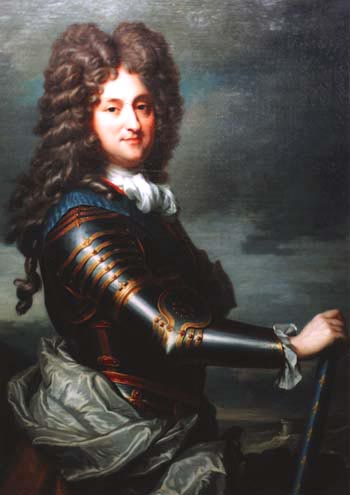
Filip al II-lea, Duce de Orléans, regent al Franței
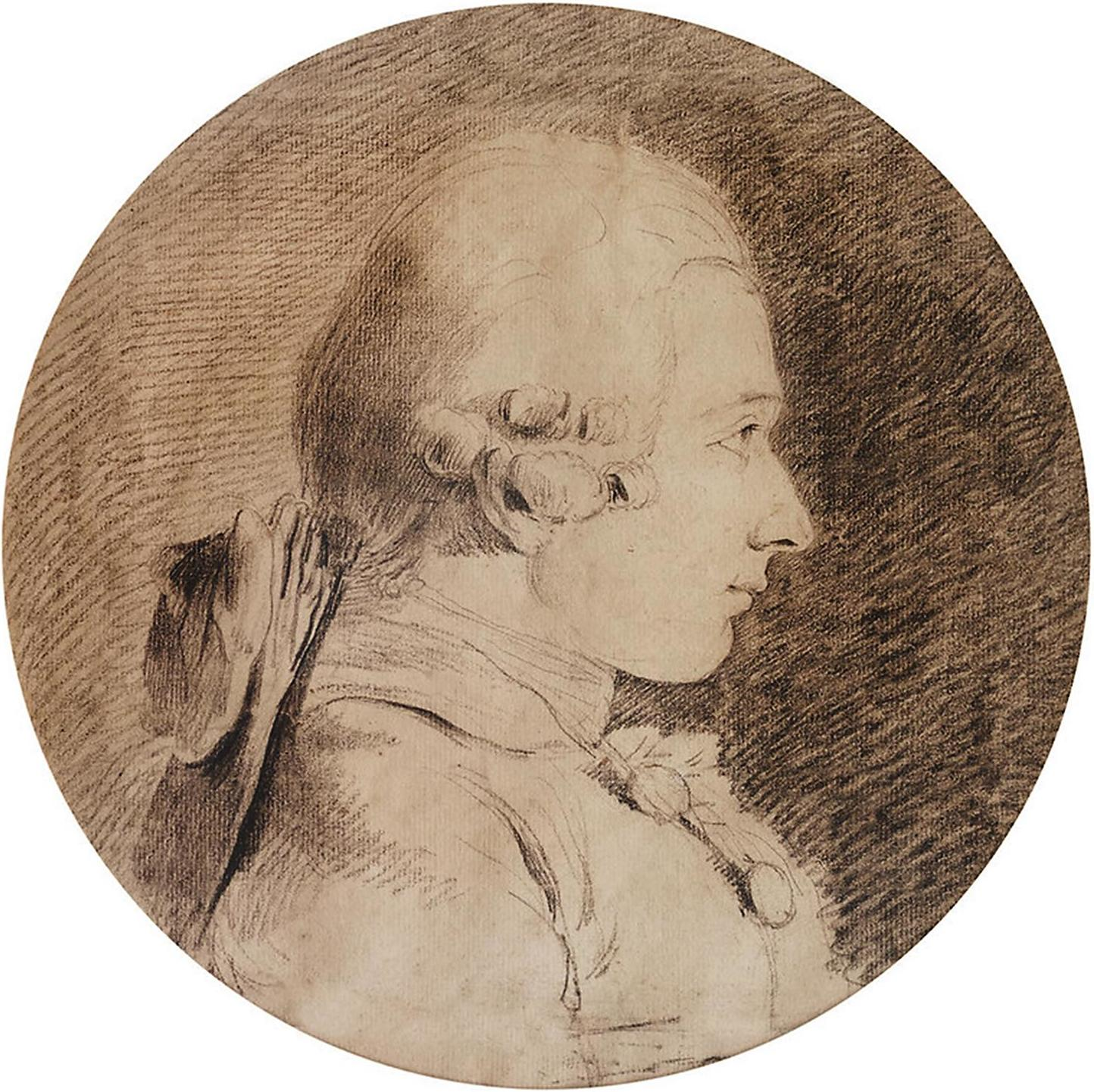
Marchizul de Sade, scriitor francez

- 1849: Adelaide de Saxa-Meiningen, regină consort a Regatului Unit (n. 1792)
- 1904: Frederic de Hohenzollern-Sigmaringen, fratele mai mic al regelui Carol I al României (n. 1843)
- 1935: James H. Breasted,  arheolog american  (n. 1865)
- 1937: Josep Comas i Solà, astronom spaniol (n. 1868)
- 1949: Fernande Sadler, pictoriță-gravor franceză (n. 1869)
- 1950: Dinu Lipatti, compozitor și pianist român (n.  1917)
- 1980: Romain Gary, scriitor francez (n. 1914)
- 1987: Iakov Borisovici Zeldovici, fizician rus (n. 1914)

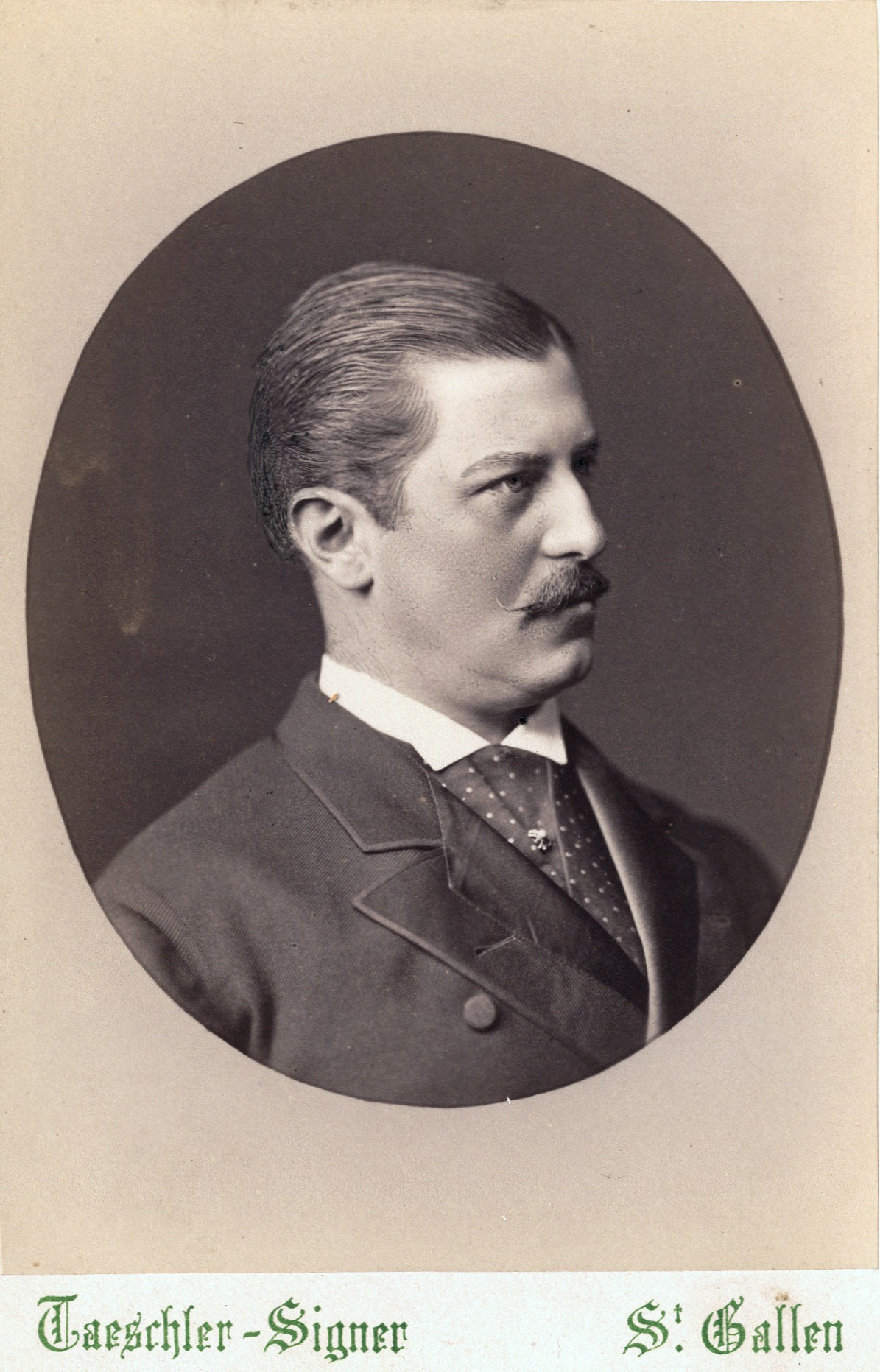
Frederic de Hohenzollern-Sigmaringen, fratele mai mic al regelui Carol I al României
Dinu Lipatti, compozitor și pianist român
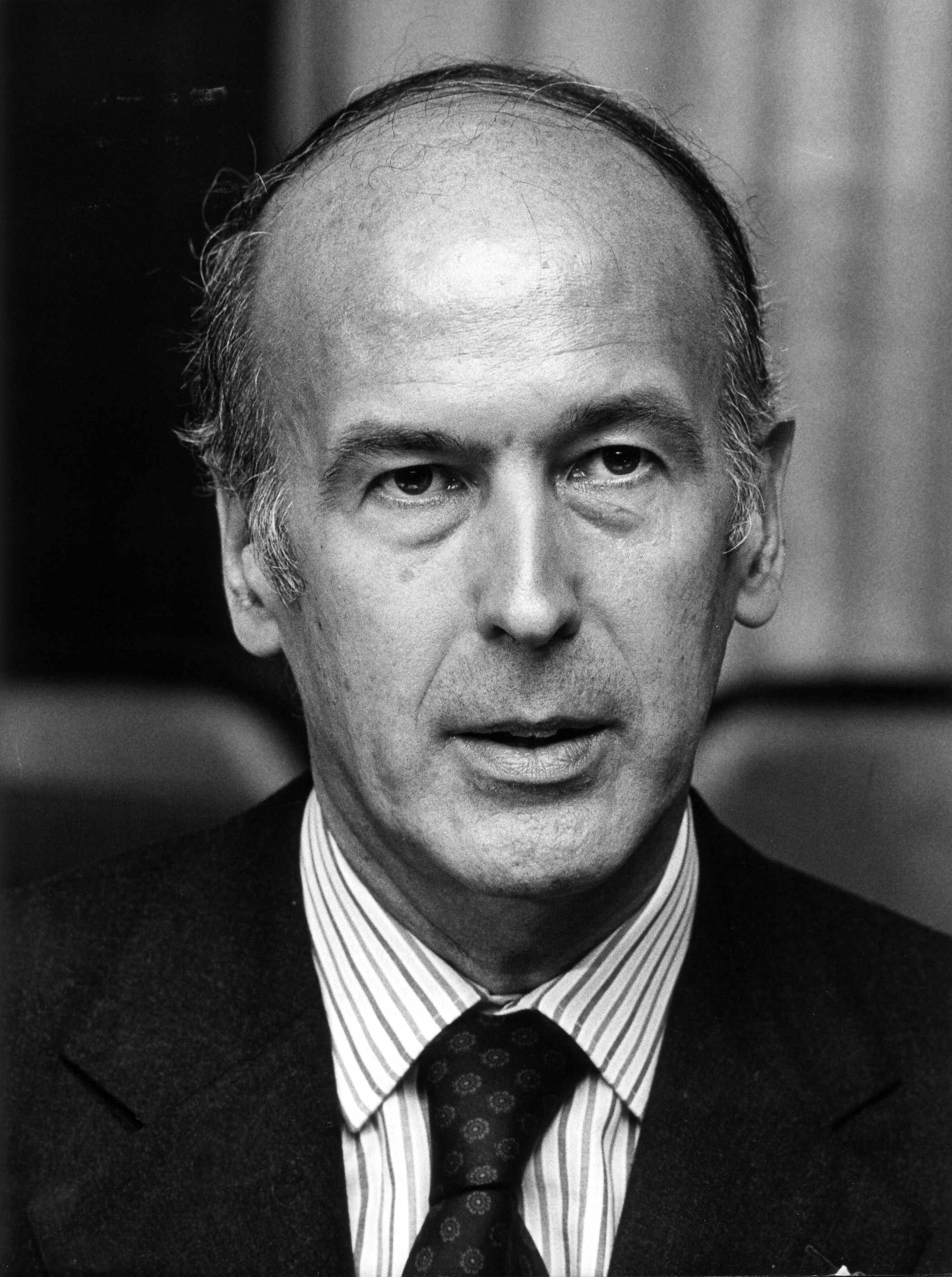
Valéry Giscard D'Estaing, președinte al Franței
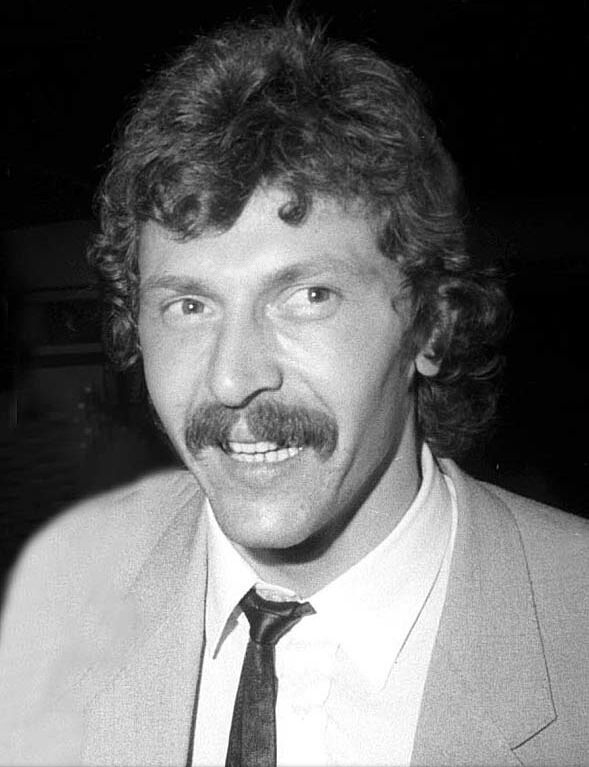
Helmut Duckadam, fotbalist român

- 1990: Aaron Copland, compozitor, scriitor și dirijor american (n. 1900)
- 1993: Pablo Escobar, traficant de droguri, liderul cartelului Medellín (n. 1949)
- 2020: Valéry Giscard D'Estaing, politician francez, președinte al Republicii Franceze în perioada 1974–1981 (n. 1926)
- 2024: Helmut Duckadam, fotbalist român (n. 1959)

## Sărbători
- Sf. Prooroc Avacum; Sf. Mc. Meropi (calendar creștin-ortodox)
- Sf. Prooroc Abacuc (calendar greco-catolic)
- Sf. Bibiana; Sf. Profet Habacuc (calendar romano-catolic)
- Ziua Internațională pentru abolirea sclaviei
- Laos: Ziua națională
- Emiratele Arabe Unite: Ziua națională (independența față de Marea Britanie, 1971)